# Електризація гірських порід
Електризація гірських порід — явище, поширене на породи, що мають низьку електропровідність, у процесі видобутку, транспортування, подрібнення, сушки. 
Може суттєво впливати на хід технологічних процесів, а також бути причиною пожеж та вибухів. 
У зв’язку з цим вивчення і врахування Е. твердих та рідких аерозолей дуже важливе для ряду промислових підприємств, зокрема гірничих, де основний продукт, сировина чи відходи виробництва містять тонкодисперсні речовини, пил. 
Е. твердих і рідких матеріалів обумовлена механічними, фізичними, хімічними або фізико-хімічними процесами: контактною передачею заряду, індукцією заряду, порушенням нерухомого контакту різнорідних тіл (розривно-контактовий заряд), зіткненням (балоелектричний заряд), трибоелектризацією, емісією або захопленням електронів та йонів. Пиловий потік завжди створює електричне поле, величина і знак якого залежать від багатьох факторів. В основі Е. рідин і розчинів лежать процеси, пов’язані з утворенням подвійного електричного шару (ПЕШ) на поверхні поділу фаз “газ-рідина”. Е. має місце в усіх випадках, коли відбувається розрив ПЕШ. В процесі Е. рідини при розбризкуванні велике значення мають явища, пов’язані з адсорбцією йонів з об’єму рідини і повітря. Заряд крапель прямо пропорційний їх радіусу. Електростатичні заряди ґенеруються при русі рідини по трубах, перемішуванні, зливі, фільтрації і розбризкуванні, тому при проведенні цих операцій для попередження вибухів і пожеж необхідно виконувати спеціальні заходи (заземлення, добавка антистатиків тощо). 
Ефект Е. посилюється при переробці в’язких рідин (полімерів, нафти, нафтопродуктів, клеїв тощо), а також сумішей рідин. В помольних агрегатах, апаратах з псевдозрідженим шаром, пневмотранспортних установках в результаті Е. частинки матеріалу налипають на стінки і створюють товстий та міцний шар, що приводить до порушення технологічного процесу. Електростатична складова адгезійних сил для тонкодисперсних діелектриків перевищує молекулярну. Теорія і практика показує, що електростатичні сили треба враховувати при розрахунку двофазних потоків з частинками менше 20 мкм. Вибухи і пожежі, викликані Е., мають такі першопричини: іскровий розряд з зарядженого діелектричного матеріалу; розряд з розрядженого металевого незаземленого предмета; розряд з людини на заземлений предмет. Разом з тим Е. знайшла широке застосування в промисловості для очищення газів від твердих частинок в електростатичному полі, електростатичне фарбування тощо. У цих процесах зарядження частинок здійснюється у коронному розряді, а управління потоком заряджених частинок - штучно створеним електростатичним полем. 